# 자리군 (폴란드)

루부시주 지도에 표시된 자리군의 위치

자리군(폴란드어: powiat zarski)은 폴란드 루부시주에 위치한 군으로 군청 소재지는 자리이며 면적은 1,393.49km2, 인구는 96,496명(2019년 6월 30일 기준), 인구 밀도는 69명/km2이다.
북쪽으로는 크로스노군, 북동쪽으로는 지엘로나구라군, 동쪽으로는 자간군, 남쪽으로는 돌니실롱스크주 즈고젤레츠군과 접하며 서쪽으로는 독일과 국경을 접한다. 10개 지방 자치체(2개 도시, 2개 도시형 농촌, 6개 농촌)를 관할한다.

군기
군 문장